# جويل فالنسيا
جويل فالنسيا هو لاعب كرة قدم إكوادوري في مركز نصف الجناح، ولد في 16 نوفمبر 1994 في Rosa Zárate ‏ في الإكوادور. شارك مع منتخب الإكوادور تحت 17 سنة لكرة القدم ومنتخب إسبانيا تحت 17 سنة لكرة القدم. أما مع النوادي، فقد لعب مع ريال سرقسطة ونادي كوبر ويونيون ديبورتيفا لوغرينييس.

## وصلات خارجية
- جويل فالنسيا على موقع الاتحاد الدولي (مؤرشف)  (الإنجليزية)
- جويل فالنسيا على موقع الاتحاد الأوربي (الإنجليزية)
- جويل فالنسيا على موقع قاعدة بيانات كرة القدم.إي يو (الإنجليزية)
- جويل فالنسيا على موقع Soccerbase.com (لاعب) (الإنجليزية)
- جويل فالنسيا على موقع Soccerway.com (الإنجليزية)